# Manoscritto di Cergneu
Il Manoscritto di Cergneu o Manoscritto di Cividale o, anche, Catapan di Cergneu (Černjejski Rokopis o Čedadski Rokopis o, anche, Beneškoslovenski Rokopis in sloveno) è uno dei rari manoscritti redatti in lingua slovena, impiegando i caratteri latini al posto di quelli glagolitici o cirillici utilizzati nei testi paleoslavi, pervenuto fino ai nostri giorni. È stato analizzato e divulgato all'inizio del secolo scorso da Vatroslav Oblak e da Jan Baudoin de Courtenay che curò la pubblicazione del testo integrale corredato delle fotografie di tutte le sue pagine . Attualmente è conservato presso il Museo Archeologico Nazionale di Cividale del Friuli.

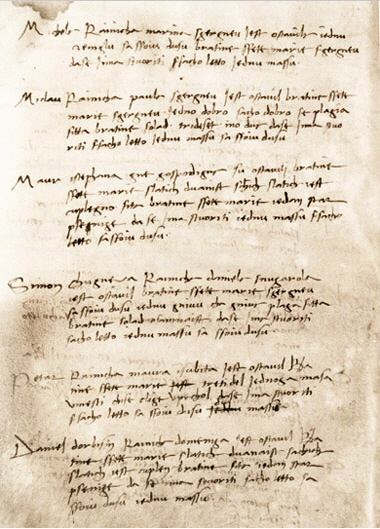
Il Manoscritto di Cergneu

## Epoca
Il documento fu redatto alla fine del XV secolo, nel periodo compreso tra la scrittura dei più antichi manoscritti in sloveno a noi noti, denominati "Monumenti di Frisinga" (metà del IX secolo), e la stampa dei primi libri in lingua slovena (1550, Abecednik e Katekizem). Fa parte dei pochi manoscritti sloveni conservati in Italia; le altre testimonianze sono rappresentate dal Manoscritto di Udine (Videnski Rokopis) del 1458, che contiene la traduzione di alcuni numeri, e dal Manoscritto di Castelmonte (Starogorski Rokopis) datato 1492-1498, che riporta il testo del Padre nostro, dell'Ave Maria e del Credo.

Il Manoscritto di Cergneu, composto da sedici fogli di ottavo regali, contiene una serie di annotazioni scritte nel periodo 1459-1585.

## Contenuto

### Generalità
Il documento è conosciuto  anche con la dicitura "Anniversario di Legati latino-italiano-slavo della Confraternita di S. Maria di Cergneu".
Il manoscritto è il più datato documento di carattere amministrativo, a noi giunto, scritto anche in sloveno.
Contiene la registrazione, in lingua latina, in lingua italiana e nella forma dialettale slovena della valle del Torre, di 102 donazioni consistenti in prodotti agricoli, campi, prati, ovini, bovini e soldi, effettuate dai fedeli alla Confraternita di Santa Maria Maddalena di Cergneu. Le 52 annotazioni scritte in dialetto locale furono redatte da Janez, notaio di Veglia nel periodo 1497-1508.
Il documento risulta una delle principali fonti per la conoscenza e lo studio dei toponimi, degli antroponimi e della parlata dell'area slavofona dei comuni di Nimis, Taipana, Lusevera e Attimis alla fine del XV secolo.

### Le annotazioni in sloveno
Le annotazioni sono dei brevi scritti, in formato quasi standardizzato, costituiti da un numero di righe che possono variare da tre a cinque. Le registrazioni hanno, tipicamente, la seguente configurazione:
"...ta in ta faranz iz te in te vasi je zapustil bratovščini Svete Marije iz Černjeje...
(pšenico, vino, zemljišce, živine, denar), da bi se za njegovo dušo opravilo
doloceno število maš..."
ossia:
"...il tale e tale parrocchiano (proveniente) da questo e questo paese ha donato
alla Confraternita di Santa Maria di Cergneu.... (frutti, vino, terreni, animali e monete)
con l'obbligo di far celebrare ogni... anni un numero di... funzioni religiose per la sua
anima (o in suffragio di quelle dei suoi parenti defunti)..."